# Grace Street
Grace Street es el quinto álbum de estudio de la banda de rock canadiense Big Wreck, lanzado el 3 de febrero de 2017. El primer sencillo del álbum, "One Good Piece Of Me" fue lanzado el 4 de noviembre de 2016, después de varios teasers en la página oficial de Instagram de la banda. Este sencillo fue por lejos más exitoso que el primer sencillo de su álbum anterior, "Ghosts", llegando a puestos altos en dos listas de rock diferentes en Canadá en su primera semana al aire. Los teasers fueron clips de música instrumental de 40 segundos de duración, los cuales puestos juntos lograban una canción épica de 7 minutos la cual luego fue revelada bajo el nombre de "Skybunk Marché", el primer y único tema instrumental de la banda hasta la fecha. El álbum fue oficialmente anunciado el 18 de noviembre de 2016. Grace Street es también el primer disco de la banda en ser lanzado bajo el formato de vinilo. Conoció la luz internacionalmente el 3 de febrero de 2017.

## Trasfondo, grabación y promoción
Después del lanzamiento de su previo éxito Ghosts, y el amplio tour nacional que lo prosiguió, el líder de la banda Ian Thomley comenzó a grabar un álbum acústico en solitario, llamado Secrets, el cual fue lanzado el 30 de octubre de 2015. Después de promocionar dicho álbum, volvió con la banda para tocar varios shows de veranos y empezar a grabar el nuevo disco de Big Wreck. En los siguientes meses, el Instagram de Ian Thornley dio a entender que se estaba haciendo nuevo material para la banda, incluyendo vídeos cortos de la misma en el estudio de grabación. Cerca del fin de octubre de 2016, Big Wreck anunció su cuenta oficial en Instagram, donde empezaron a promocionar cual sería su nuevo álbum. Nueve teasers de 40 segundos de duración cada uno en los cuales se podía oír música instrumental, publicados diariamente, hasta que el 4 de noviembre cuando el sencillo "One Good Piece Of Me" fue lanzado. Dos semanas después se dio a conocer el nombre del próximo álbum, Grace Street, el cual sería lanzado el 3 de febrero del año siguiente. Un tour en Canadá con algunas fechas en territorio estadounidense acompañarían el debut del álbum. En el instagram de Thornley se siguió mostrando más evidencia en el estudio incluyendo a Dave McMillan grabando el bajo para la canción "Useless" utilizando un contrabajo. El 16 de diciembre de 2016 se publicó el segundo sencillo, "Digging In". Antes de finales de enero, "A Speedy Recovery" y "You Don't Even Know" estuvieron disponibles para quienes pre-ordenaran el álbum. Finalmente el 3 de febrero Grace Street fue lanzado en formato digital mundialmente. Las versiones en CD y LP también estuvieron disponibles para comprar y pre-ordenar en el sitio web de la banda y en locales asociados a lo largo de Canadá y Estados Unidos.

## El "cómo se hizo" de Grace Street
El álbum fue grabado con la intención de incorporar una variedad de sonidos y estilos. Cada canción fue acompañada con un corto vídeo de "como se hizo" (making of en inglés), lanzado en Youtube con Ian Thornley hablando acerca del proceso de grabación y escritura de cada canción. El álbum además contiene una variedad de diferentes técnicas de grabación, así como uso de instrumentos y equipamiento (tales como vasos de vino sincronizados con pipetas, el latido del corazón de la hija de Thornley utilizado como tambor y un solo de guitarra grabado una ladera de una montaña con el micrófono colocado a una distancia lejana de los amplificadores). Líricamente el álbum toca ciertos tópicos como relaciones, tanto positivas como negativas, una marca en la mayoría de las letras de Thornley quien recientemente se había divorciado con la actriz y presentadora de televisión de la CBC Christine Tizzard, lo que le dio una gran influencia en su escritura, específicamente en las canciones "It Comes as No Surprise" y "Digging In".

## Lista de canciones
Todas las canciones fueron escritas por Ian Thornley, a excepción de "Digging In", coescrita por Casey Marshall.
Todas las canciones escritas y compuestas por Ian Thornley except where noted. 
| N.º | Título                    | Duración |  |
| 1.  | «It Comes as No Surprise» | 4:17     |  |
| 2.  | «One Good Piece of Me»    | 4:01     |  |
| 3.  | «Tomorrow Down»           | 4:37     |  |
| 4.  | «You Don't Even Know»     | 3:52     |  |
| 5.  | «Useless»                 | 5:17     |  |
| 6.  | «A Speedy Recovery»       | 7:38     |  |
| 7.  | «Motionless»              | 5:31     |  |
| 8.  | «Digging In»              | 5:03     |  |
| 9.  | «The Receiving End»       | 3:21     |  |
| 10. | «Floodgates»              | 5:32     |  |
| 11. | «The Arborist»            | 5:46     |  |
| 12. | «Skybunk Marché»          | 7:01     |  |
| 13. | «All My Fears on You»     | 6:14     |  |

## Personal
Big Wreck
- Ian Thornley – voz, guitarra principal, teclados
- Brian Doherty – guitarra rítmica
- Paulo Neta – guitarra principal y rítmica, corista
- David McMillan – bajo
- Chuck Keeping – batería, percusiones

Músicos que colaboraron
- Alain Johannes – cigfiddle en "The Receiving End"
- Casey Marshall – voz adicional en "All My Fears on You" y "Digging In"
- Tyler Tasson – voz adicional en "A Speedy Recovery"

## Puesto en listas
| Chart (2017)                       | Peak position |
| ---------------------------------- | ------------- |
| Canadá (Billboard Canadian Albums) | 5             |